# Marc Wauters
Marc Wauters (Hasselt, 23 de febrer de 1969) és un ciclista belga, ja retirat, que fou professional entre 1991 i 2006.
Especialista en contrarellotge, guanyà tres edicions del campionat belga de l'especialitat. També destaca una victòria d'etapa al Tour de França de 2001. En aquella mateixa edició portà el mallot groc de líder durant una etapa. El 2000 i 2004 va prendre part als Jocs Olímpics d'Estiu de Sydney i Atenes. El gener de 2009 es convertí en director esportiu de l'equip Silence-Lotto.

## Palmarès
- 1990
  - 1r a la Volta a l'Empordà
- 1994
  - 1r al Grote Prijs Stad Zottegem
  - 1r a la Volta a Limburg
  - 1r a la Ster van Zwolle
- 1995
  - Vencedor d'una etapa de la Volta a Andalusia
- 1996
  - Vencedor d'una etapa dels Quatre dies de Dunkerque
- 1999
  - 1r a la París-Tours
  - 1r al Gran Premi Eddy Merckx (amb Erik Dekker)
  - 1r a la Volta a Luxemburg i vencedor de 2 etapes
  - 1r a la Rheinland-Pfalz Rundfahrt i vencedor d'una etapa
  - 1r al Prudential Tour
- 2000
  - 1r a la Rheinland-Pfalz Rundfahrt i vencedor d'una etapa
  - 1r al Memorial Josef Vögeli
- 2001
  - 1r al Gran Premi Eddy Merckx (amb Erik Dekker)
  - Vencedor d'una etapa del Tour de França
- 2002
  -  Campió de Bèlgica de contrarellotge individual
- 2003
  -  Campió de Bèlgica de contrarellotge individual
- 2005
  -  Campió de Bèlgica de contrarellotge individual

### Resultats al Tour de França
- 1992. Abandona (12a etapa)
- 1993. 107è de la classificació general
- 1994. 92è de la classificació general
- 1995. Abandona (10a etapa)
- 1996. 124è de la classificació general
- 1997. Fora de control (14a etapa)
- 1999. Abandona (2a etapa)
- 2000. 43è de la classificació general
- 2001. Abandona (16a etapa). Vencedor d'una etapa. Porta el mallot groc durant una etapa
- 2002. 91è de la classificació general
- 2003. 115è de la classificació general
- 2004. 112è de la classificació general
- 2005. 140è de la classificació general

### Resultats a la Volta a Espanya
- 1998. 74è de la classificació general

### Resultats al Giro d'Itàlia
- 2006. Abandona (17a etapa)